# خماری (فیلم ۱۳۹۴)
خماری فیلمی به کارگردانی داریوش غذبانی، نویسندگی فرهاد توحیدی و تهیه‌کننده منیژه حکمت محصول سال ۱۳۹۴ است.
این فیلم برای حضور در بخش نگاه نو سی و چهارمین دوره جشنواره فیلم فجر انتخاب شده است.

## خلاصه داستان
یک جوان علاقه‌مند به موسیقی است که قرار است یک روز عصر در سفارت اتریش امتحانی بدهد اما صبح روز امتحان درگیر اتفاق‌های عجیب و غریب می‌شود که موضوع امتحان خود را به کلی فراموش می‌کند.

## بازیگران
- مهرداد صدیقیان
- لیلی فرهادپور
- سوگل خلیق
- کاظم سیاحی